# سيلكروود أونلاين
سيلكروود أونلاين أو طريق الحرير أونلاين (بالإنجليزية: Silkroad Online) ((الكورية: [실크로드 온라인] خطأ: {{لغة}}: النص يحتوي على علامة مائلة (مساعدة))) هي لعبة جماعية على الإنترنت، من إنتاج شركة جويماكس الكورية الجنوبية، أطلقت من مرحلة الاختبار التجريبي في 21 فبراير 2006. تستمد اللعبة خلفيتها من طريق الحرير التاريخي من القرن السابع الميلادي بين الصين وأوروبا. اللعبة مجانية، لكن يستطيع اللاعبون شراء عناصر استثنائية لتعديل أو تسريع اللعب.

## طريقة اللعب
سيلكرود معروفة بنظامها المسمى «نظام الصراع الثلاثي» والذي فيه تختار الشخصيات من بين 3 وظائف، التاجر والصياد واللص ليواجهوا بعضهم بعضًا معركة لاعب ضد لاعب. يهاجم اللصوص التجار الذين يقوم الصياديون بحمايتهم.

## نظرة عامة
سيلكروود مبنية علي أساس تاريخ التجارة علي طريق الحرير علي نطاق صغير بين خمسة مدن متصلة بشكل أفقي تبدأ من قلب بكين (جانجان وهي المدينة المحرمة بالماضي. حيث يقع فيها قصر الإمبراطور ويمنع الاغراب من دخولها) ثم إلى صحراء الصين (دونوانج) مرورا بمدينة (هوتان) ثم إلى (سمرقند) في اوزباكستان وتنتهي في (القسطنطينية) في تركيا ومن أكثر المزايا انه يمكنك الاختيار من بين وظائف متعددة وهي التاجر والصياد واللص والتي لكل واحدة منها قواعدها الخاصة بها.
كما تم إضافة الحضارة المصرية متمثلة في مدينة (الأسكندرية).

## المستويات
وهو النظام التي تتبعه اللعبة فمثلا لاختيار من بين الوظائف المذكورة يحب ان تكون الشخصية المستخدمة في اللعبة على الأقل في المستوي العشرون وسترى أن كل مرحلة أصعب مما سبقتها ولكي تنتقل من مرحلة إلى أخرى يجب أن تقوم بالمهمات المتاحة وقتل الوحوش المتعددة وتنتهي مستويات اللاعبين عند المستوى المائة وعشرون في الوقت الحالي وينتهي المستوى عند الوحوش في المستوى الخامس بعد المائة.
المستوى المائة قد تم افتتاحه في تاريخ17/3/2009.

## المقاتلين
هناك حضارتين في الوقت الحالي وهم الحضارة الصينية والحضارة الأوروبية. اما الحضارة العربية فهي لم تدخل الخدمة بعد.

### مقاتلين الحضارة الصينية
ينقسم مقاتلي الحضارة الصينية إلى 3 اقسام:
1. النوع الأول (STR) ترمز إلى كلمة (strength وتعني القوة) وتقوم على زيادة نقاط HP ترمز إلى (health point وتعني نقاط الصحة أو الدم) وله نو عين من الأسلحة وهم الحربة (بالإنجليزية: Glaive) أو السيف العريض مع الدرع (بالإنجليزية: Blade + Shield).
2. النوع الثاني (INT) ترمز إلى (intelligence وتعني الذكاء) وتقوم على زياد نقاط MP ترمز إلى (mana point وتعني نقاط السحر) وله نوعين من الأسلحة أيضا وهم الرمح (بالإنجليزية: Spear) أو السيف النحيف مع الدرع (بالإنجليزية: Sword + Shied).
3. النوع الثالث وهو ان يكون اللاعب على مستوى متوسط بين (STR) و (INT) في هذه الحالة السلاح المناسب له هو القوس (بالإنجليزية: Bow) ويمكن استخدام القوس أيضا للنوع (STR) (كلما زادت نقاط INT تزيد قوة الضربات السحرية (بالإنجليزية: Magical attack) ويقل معدل الضربات القاضية (بالإنجليزية: Critical)).

- مع النوع الـ (INT) أو الهجين (بالإنجليزية: Hybrid) (بين STR-INT) لابد ان يكون معه مهارة الدرع الثلجي (بالإنجليزية: Snow shield) في صف الجليد (بالإنجليزية: cold) لابد من استعمالها قبل الدخول في أي عراك.

### مقاتلين الحضارة الأوروبية
ينقسم مقاتلي الحضارة الأوروبية إلى ثلاث اقسام أيضا:
1. النوع الأول المقاتلين (المحارب واللص)

الاثنان يجب أن يكونا (STR) ولهم قدرة هجومية عالية جدا إلا أن المحارب يتمتع بقوة دفاعية أكبر من اللص. لكن اللص يتميز بقدرته على الاختفاء واستخدام القوس (بالإنجليزية: Crossbow) حيث يصيب أهدافه من بعيد أو يستخدم الخنجر للقتال المباشر. اما المحارب فله 3 أسلحة الأول السيف الضخم (بالإنجليزية: two handed sword)الذي يحتاج لرفعه بيده الاثنتين، الثاني السيف العادي مع الدرع (بالإنجليزية: one handed sword+shied)، الثالث هو الفأس المزدوج (بالإنجليزية: Dual Axes).
1. النوع الثاني وهم السحرة (المشعوذ والساحر):

الاثنان يجب أن يكونا (INT) وللمشعوذ القدرة على إضعاف الخصم بشكل كبير جدا ويستخدم سلاح واحد وهو عصا المشعوذ والدرع(بالإنجليزية: Warlock rod+Shield). والساحر يستخدم سلاح واحد أيضا وهو عصا الساحر (بالإنجليزية: Staff) وله القدرة على الاختفاء وإخفاء مجموعة كاملة معه وله قدرة هجومية هائلة جدا وهي الأقوى في اللعبة كلها[محل شك] والاثنان لهم دفاع ضعيف جدا ولا يصلحون للعب بشكل فردي.
1. النوع الثالث المساعدين (الراهب والمغني):

الراهب يزيد من قوة أي شخص يقاتل معه وله قدرة هجومية عالية إلا أن قواه المساعدة والعلاجية أكبر وله سلاح واحد وهو عصا الراهب والدرع (بالإنجليزية: Cleric rod+Shiled) وله دفاع متوسط. أما المغني فيستخدم سلاح واحد أيضا وهو القيثارة (بالإنجليزية: Harp) وله القدرة على علاج بعض الحالات القليلة إلا أنه له القدرة على رفع سرعة مجموعته وإعطاء المحاربين قدرات خاصة ويتسطيع ابعاد الوحوش عنه. وله قدرة هجوم عالية ودفاع ضعيف.
- (STR) بشكل عام: قوي ويتحمل الضربات القوية أو الهجوم المتعدد عليه.و يجب أن يكون سلاحه يحتوي على قوة فيزيائية كبيرة.
- (INT): هجومه قوي جدا ولكن دفاعه ضعيف ولا يتحمل الهجوم المتعدد ويجب أن يحتوي سلاحه على قوة سحرية كبيرة.

## الوظائف
التاجر: وتكون وظيفتك بالقيام علي التجارات المختلفة من مدينة لأخرى
ملحوظه:
تم إصدار الأسطورة السابعة من سيلك روود اونلاين وفيها تم إلغاء وظيفة التاجر المستقله بذاتها وأصبحت وظيفة التاجر منقسمه بين الصياد واللص أي ان الصياد يمكنه ان يحمل تجاره من بلد إلى أخرى وكذلك اللص ومن يجد منهم الآخر يقوم بمهاجمته وهذا كنوع من المساواة بين الطرفين لأنه في السابق وعند وجود التاجر مستقلا كان الصراع بنسبة 2/1 أي ان الصياد والتاجر يواجهان اللص اما الآن فالصياد مقابل اللص.
الصياد: وتكون وظيفتك بالقيام بقتل اللصوص وحماية التجار
اللص: وتقوم وظيفتك بمحاولة سرقة التجارات وقتل الصيادين
ملاحظة: يجب أنا تشترك في الوظيفة عن طريق دفع مبلغ عشرة آلاف قطعة ذهبية وشراء العلم الأبيض بالنسبة للتاجر والبدلة السوداء للص وبدلة الصيادين للصياد.
2-لا يمكنك تغيير الوظيفة إلا بعد مرور 7ايام عن ترك الو ظيفة الأخرى، وبد تغيير الوظيفة ثم الرجوع إليها مرة أخرى يرجع المستوى لـ 0 ولا يرجع المستوى كما ترك عليه.
ملحوظه آخرى:
بعد إصدار الأسطورة السابعة إذا اردت اختيار وظيفه بعينها (الصياد/اللص) سيتم دمج الوظيفة تلقائيا إلى كل
الشخصيات الموجودة على نفس الحساب حتى وان كانت في خادم (سيرفر) آخر.
اما إذا اردت تغيير الوظيفة وهذا أيضا كل الشخصيات الموجودة على نفس الحساب الخاص بك فأنك ستقوم بدفع غرامه وقدرها 10مليون 10.000.000 ذهب (جولد)إلى الشخصية غير اللاعبه المختصه بأشتركك في الوظيفة (treader/smuggler)في أي مدينة

## مجموعة اللعب
اللعب في سيلكرود له عدة طرق مختلفة
اللعب الفردي أو اللعب الجماعي عن طريق عمل مجموعة تحتوي على 8 لاعبين يتشاركون في النقاط والغنائم
اللعب الجماعي ممتع بشكل كبير خصوصا إذا كان من ضمن المجموعة أحد الشخصيات الأوروبية المساعدة مثل الراهب والمغني حيث يرفعان القدرة الهجومية والدفاعية والسرعة لكل المجموعة.
اما في حال وجود المشعوذ في المجموعة الذي له القدرة على اضعاف الخصم إلى درجة كبيرة جدا فهو يسهل القتال على المجموعة بالكامل.
اما شخصية المحارب فله القدرة على إضافة دروع لتحمي اللاعبين ذوي الدفاع الضعيف مثل الساحر والمشعوذ وتلقي الضربات عن المجموعة وتثبيت الوحوش لكي لا تهاجم بقية المجموعة.
أو الساحر حيث له قدرة فتاكة في الهجوم لكنه يحتاج إلى دفاع من اللاعبين الاخرين.
اما اللص فيستطيع إضافة السم إلى أسلحة المجموعة مما يزيد من تأثير المهارات القتالية.
الشخصيات الصينية اضعف من الأوروبية من ناحية التعاون ولكن بشكل عام الصينين ينقسمون إلى قسمين أثناء القتال:
القتال المباشر وهو ما يقوم به لاعبين ال STR
والقتال من بعد وهو ما يقوم به الرماة ولاعبين ال INT

## الحرب
توجد أربعة أنواع للحروب في سيلكرود
الأول هو (job war) حروب المهنة
و المقصود انها حرب بين التجار والصيادين ضد اللصوص
وغالبا له أماكن محددة في كل سيرفر حيث يجتمع اللصوص والصيادين فيه للحرب
و بالغالب يكون قريب من بوابة إحدى المدن.
الثاني هو (Guild wars) حرب المجموعات
حيث كل لاعب يجب أن ينضم إلى مجموعة تحتوي على 50 لاعب ولهم قائد هو الذي يقوم بأعلان الحرب على مجموعة أخرى مقابل نقاط أو قطع ذهبية يحصل عليا رئيس الفريق الفائز بالحرب.
ويستطيع ان يقوم باعلان الحرب فقط في حالة تواجد رئيس المجموعة الأخرى.
و له إمكانية خوض أكثر من حرب باليوم الواحد بشرط ان تنتهي كل معركة حيث يحدد مدتها مع رئيس المجموعة الخصم.
الثالث هو (Fortress war)حرب القلعة
وهي أهم حرب في سيلكرود حيث يقوم اللاعبين بإنشاء اتحاد union يحتوي على 8 مجموعات فقط وكل مجموعة تحتوي على 50 لاعب ويدخلون هذه الحرب بشكل فريق كبير يحتوي على 400 لاعب (ذلك في حال وجود كل اللاعبين بالوقت نفسه - بالغالب يكون العدد من 100 إلى 200)
ويدافع عن القلعة أيضا اتحاد اخر يحتوي على 8 مجموعات أيضا
و للاشتراك بهذه الحرب يجب من رؤساء المجموعات المهاجمة كلهم دفع مبلغ 5 ملايين قطعة ذهبية قبل بداية الحرب بيومين وموعد الحرب مرة كل اسبوعين في يوم الخميس الساعة 10:0